# Legumin
Legumin är ett i baljväxter förekommande kvävehaltigt ämne, som tillhör albumingruppen, och som i flera avseenden står kasein nära, men skiljer sig dock från detta.

## Egenskaper
Legumin är uppbyggt av kol (51 %), väte (7 %), kväve (17 %) och syre (24 %). Det är olösligt i vatten, men lösligt i svaga syror och alkalier och koagulerar ej av värme. På grund av dess likhet med kasein i mjölk har det ibland kallats ”vegetabiliskt kasein”. Det innehåller dock mindre kol och mera kväve än riktigt kasein.
Vid behandling med svavelsyra ger legumin leucin, tyrosin, glutaminsyra och asparginsyra. Det är nära besläktat med gluten som finns i frön av spannmålsväxter.
Legumin spelar en viktig roll, då det är ämnets närvaro som betingar ärtors och bönors stora näringsvärde.

## Framställning
Legumin tillverkas av firfördelade ärtor och bönor, som löses upp i kallt vatten med en liten tillsats av natron. Efter filtrering och tillsats av svag ättiksyra till filtratet fälls legumin ut som i torrt tillstånd är en spröd, vit massa.